# Resonance Records
Resonance Records ist ein US-amerikanisches Jazz-Independent-Label, das 2008 in Los Angeles von der Rising Jazz Stars Foundation (RJSF) gegründet wurde. Die Non-Profit-Organisation RJSF widmet sich mit ihrem Label Resonance sowohl dem Erhalt des Jazz-Erbes als auch der Förderung talentierten Nachwuchses. Logo des Labels ist die Grafik einer Edelsteinfassung. Präsident von RJSF und Resonance Records ist George Klabin, der bis 1981 in New York City ein großes Jazz orientiertes Tonstudio betrieb und 2005 in Los Angeles RJSF gründete.
Vizepräsident ist Zev Feldman.
Zu den wichtigsten Musikern, die das Label verlegt, gehören Wes Montgomery (Echoes of Indiana Avenue), Charles Lloyd, John Coltrane, Scott LaFaro (Pieces of Jade), Tommy Flanagan und Jaki Byard (The Magic of 2), Eric Dolphy (Musical Prophet: The Expanded 1963 New York Studio Sessions), Dado Moroni, Claudio Roditi, Christian Howes, Freddie Hubbard (On Fire: Live from the Blue Morocco), Gene Harris (Groovin’ Hard: Live at The Penthouse), Cathy Rocco, Andreas Öberg, Marian Petrescu, Jermaine Landsberger, Toninho Horta, Eddie Daniels und Roger Kellaway (Just Friends: Live at the Village Vanguard), Dave Liebman/Joe Lovano (Compassion: The Music of John Coltrane), Shirley Horn (Live at the 4 Queens), Sonny Rollins (Rollins in Holland: The 1967 Studio & Live Recordings), Sarah Vaughan (Live at Rosy’s) sowie Richard Galliano.

## Auszeichnungen und Nominierungen
- 2009 – Grammy Award Gewinner: Best Instrumental Arrangement: Resonance Big Band – Plays Tribute to Oscar Peterson.
- 2009 – Grammy-Nominierung zum Best Latin Jazz Album: Claudio Roditi – Brazilliance x4
- 2010 – Grammy-Nominierung zum Best Jazz Instrumental Album: John Beasley – Positootly!
- 2016 – Prix de la Meilleure Réédition ou du Meilleur Inédit der Académie du Jazz: All My Yesterdays: The Debut 1966 Recordings at the Village Vanguard von Thad Jones/Mel Lewis Orchestra
- 2017 – JJA Award („Historical Album of the Year“): Some Other Time: The Lost Session from the Black Forest von Bill Evans
- 2018 – Dritter Platz beim NPR Jazz Critics Poll („Rara Avis“): Musical Prophet: The Expanded 1963 New York Studio Sessions von Eric Dolphy

## Belege
1. ↑  Geschichte des Labels auf der offiziellen Webpräsenz
2. ↑  A New Label in the Jazz World: Resonance Records (Memento des Originals vom 27. Dezember 2014 im Internet Archive)  Info: Der Archivlink wurde automatisch eingesetzt und noch nicht geprüft. Bitte prüfe Original- und Archivlink gemäß Anleitung und entferne dann diesen Hinweis., jazz.com 14. Oktober 2008, abgerufen am 28. Mai 2015.